# Clamshell Alliance
La Clamshell Alliance è un'organizzazione antinuclearista fondata nel 1976 da Paul Gunter, Howie Hawkins, Howard Morland, Harvey Wasserman, Guy Chichester, Robert "Renny" Cushing, Jeff Brummer, Anna Gyorgy, Kristie Conrad, Kate Walker, Robin Read e altri attivisti.
Negli anni precedenti, l'organizzazione antinuclearista Granite State Alliance aveva lanciato il People's Energy Project (PEP), un gruppo di attivisti che aveva realizzato delle petizioni e degli incontri contro il progetto di costruzione della centrale nucleare di Seabrook. La Clamshell Alliance divenne operativa a partire dal 1975 all'interno della risposta del New England al piano della presidenza Nixon, che prevedeva la messa in funzione di 1000 nuovi impianti nucleari entro l'anno 2000.
Il gruppo ha condotto manifestazioni non violente contro l'energia nucleare nel New England alla fine degli anni settanta e ottanta. A maggio del 1977, il cantiere della centrale nucleare di Seabrook venne occupato da più di 2 000 manifestanti, dei quali 1 414 attivisti furono arrestati dalla Guardia Nazionale e rilasciati due settimane dopo, essendosi rifiutati di pagare la cauzione.
In occasione del 30º anniversario della sua fondazione, i veterani della Clamshell Alliance lanciarono il sito web To the Village Square: Nukes, Clams and Democracy, attivo dal 2007.

## Storia
Nel luglio 1976, un gruppo di 60-75 attivisti approvò il documento intitolato Declaration of Nuclear Resistance (Dichiarazione di resistenza nucleare), una raccolta di principi guida di riferimento per la Clamshell Alliance.
Durante gli anni settanta e ottanta, l'alleanza incominciò a condurre manifestazioni non violente. Il 1º agosto 1976, 18 residenti nel New Hampshire furono arrestati per sconfinamento illecito e condotta disordinata durante la prima azione di disobbedienza civile nel sito di Seabrook. Tre settimane più tardi, una seconda occupazione coinvolse 180 residenti nel New England, i quali furono arrestati e trattenuti per una notte all'interno di un arsenale del luogo. A maggio del 1977, più di 2 000 manifestanti occuparono il cantiere della centrale nucleare di Seabrook; 1 414 di questi attivisti furono arrestati e tenuti in prigione dalla Guardia Nazionale per un massimo di due settimane, dopo aver rifiutato di pagare la cauzione. Gli attivisti della Clamshell hanno utilizzarono questo periodo come opportunità di formazione e per crearsi una rete di contatti personali. Per lungo tempo, attribuirono la loro detenzione a un errore politico del governatore repubblicano Meldrim Thomson, Jr. (1912-2001).
Richard Asinof ha scritto:
(Richard Asinof, 11 maggio 1977)
Negli anni successivi, le autorità del New Hampshire minimizzarono l'impatto della disobbedienza civile nello stabilimento di Seabrook, punendo gli sconfinamenti con la condanna a svolgere servizi utili alla comunità in sostituzione del pagamento delle multe. Sebbene le azioni dimostrative fossero ancora eventi mediatici in grado di influenzare l'opinione pubblica, il loro maggiore impatto nei tribunali ne usciva drasticamente limitato. I membri della Clamshell Alliance tentarono di indurre la magistratura a prendere con maggiore serietà le loro iniziative e incominciarono a organizzare sit-in di protesta davanti all'ufficio del governatore repubblicano Judd Gregg.
Mentre questa azione avrebbe comportato un periodo di detenzione, i tribunali locali non avrebbero potuto pronunciarsi sulla questione dei "danni concorrenti" o del "Diritto di rivoluzione" concesso dalla Costituzione del New Hampshire. L'attivista Guy Chichester alla fine abbatté un palo della sirena di emergenza della stazione di Seabrook, fatto che gli procurò l'accusa di "atti vandalici", un crimine di classe B. Chichester fu assolto, malgrado non vi fossero dubbi sulla sua responsabilità materiale del fatto. Nel procedimento di appello, il suo avvocato difensore Patrick Fleming invocò il cosiddetto "Diritto alla rivoluzione": sostenne che, in base all'articolo 10 della costituzione dello Stato del New Hampshire, ogni cittadino ha il diritto di agire per proteggere sé stesso quando lo Stato non provvede in merito:
(Costituzione del New Hampshire)
La Clamshell Alliance ispirò il nome e le iniziative di numerosi altri gruppi di attivisti locali, come l'Abalone Alliance in California.

## 1978: New England Clam si divide
Nel 1978, la Clamshell Alliance si è separata allorché il Comitato di coordinamento (CC) decise di annullare una manifestazione di disobbedienza civile, fissata a giugno nel sito della centrale. Il Comitato parlò di una "decisione di emergenza", che aveva aggirato il normale processo di ricerca, seppure con l'input e il beneplacito dei collettivi regionali.
Il governo dello stato del New Hampshire era persuaso che un nuovo arresto di massa avrebbe minato il sostegno e le finanze necessarie per il progetto nucleare di Seabrook, tenuto conto dei costi per l'incremento delle Forze di Polizia negli Stati vicini, l'incarcerazione di migliaia di persone e il pagamento delle relative spese di lite. Cercò quindi una mediazione, offrendo alla Clamshell la possibilità di organizzare una fiera dell'energia solare e un concerto sul sito. La Clamshell Alliance accettò la proposta, organizzando un evento al quale presero parte 20 000 persone, con migliaia di attivisti accampatisi nel sito di Seabrook. Tale scelta portò una parte degli attivisti a separarsi dalla Clamshell, per dare vita alla Coalition for Direct action at Seabrook (CDAS).
La proposta di Tom Rath, allora procuratore generale del New Hampshire, fu discussa vigorosamente per la prima volta all'interno di Clamshell. Alla fine Clamshell "accettò" la proposta di Rath, attraverso il normale processo di consenso, ponendo una serie di condizioni molto sfavorevoli alla costruzione e alla messa in funzione dell'impianto nucleare di Seabrook, che l'autorità statale e la Società di servizi pubblici non avrebbero accettato. La proposta di Rath riuscì a incrinare i rapporti all'interno dell'Alleanza fra coloro che chiedevano un'azione ancora più radicale, quelli che sostenevano la disobbedienza civile più classica e quanti incominciavano a mettere in dubbio l'utilità delle iniziative di massa nel Seacoast.
Un altro elemento di divisione derivava dalle tensioni fra i residenti e sostenitori locali della protesta, che avevano messo la loro terra a disposizione di migliaia di attivisti, che a loro volta avevano programmato di spendere le loro vacanze in un'occupazione non violenta, che si sarebbe probabilmente conclusa in periodo di detenzione. La tensione politica interna al gruppo, la pressione delle autorità locali, i titoli dei media unidirezionali e anticipatori come Kent State at Seabrook?, indussero infine i proprietari locali a non concedere la loro terra vicino al sito Seabrook.
La decisione di emergenza a favore della proposta di Rath fu assunta per poter tenere una manifestazione legale in loco, e, allo stesso tempo, poter avviare una disobbedienza civile non violenta di massa presso la sede della NRC nel centro di Washington. L'intento originale era quindi quello di un viaggi in treno -detto Clamtrack- di migliaia di attivisti per bloccare quella parte della NRC, che avrebbe autorizzato il progetto della centrale di Seabrook. In precedenza, una riunione del consiglio di amministrazione della NRC a Manchester era stata annullata, dopodiché forse duemila attivisti della Clamshell avevano circondato l'edificio.

Davanti al rifiuto di concedere la propria terra, l'attivista Chuck Matthai suggerì di mutare strategia in risposta a circostanze mutate. La decisione di emergenza fu largamente considerata una violazione del processo decisionale e dello spirito di consenso del gruppo. Il Rally di Seabrook ebbe luogo, mentre l'azione di disobbedienza civile alla sede della NRC di Washington fu animata, ma partecipata da poche persone.
La decisione era stata anche influenzata dai timori del Comitato di Coordinamento, giunti nel momento in cui lo Stato e la società di servizi pubblici del New Hampshire erano apparsi in uno stato di particolare vulnerabilità. Durante una riunione che si stava svolgendo nella sede della Clamshell al numero 92 Congress Street a Portsmouth, gli attivisti Robin Read e Cathy Wolff, affacciandosi alla finestra, avevano visto la Polizia di Stato del New Hampshire appostata in un furgone parcheggiato dall'altra parte della strada, mentre fotografavano i membri presenti in quell'occasione. I membri del CC (Comitato di coordinamento) incominciarono a temere che lo Stato avrebbe intrapreso arresti preventivi per interrompere l'azione.
Nella primavera del 1978, circa 5 000 volontari furono addestrati dalla Clamshell a forme non violente di disobbedienza civile, in vista di un'azione dimostrativa prevista per il 24 giugno, una delle più estese fra quelle pianificate fino ad allora. I volontari furono distribuiti all'interno di gruppi di affinità di dimensione variabile da circa 5 a 20 persone, a loro volta organizzati in cluster regionali che comprendevano da circa 200 a 500 membri. I singoli gruppi di affinità si riunirono per decidere delle varie questioni in base al consenso, mentre i cluster regionali operavano tipicamente attraverso un consiglio formato dai portatori delle istanze dei gruppi di affinità locali.
La decisione d'emergenza fu suggerita da Roy Morrison, membro dell'ORTF (Occupation/Restoration Task Force) che stava pianificando l'azione del giugno 1978. A parte quell'unica eccezione, tutti i piani dell'ORTF furono sottoposti al CC e al normale processo di consenso. Il meccanismo decisionale di emergenza era stato ritenuta necessario nell'eventualità in cui si fossero verificati degli arresti di massa e una nuova linea repressiva da parte della Polizia e delle autorità pubbliche, per garantire la sopravvivenza stessa dell'organizzazione e una risposta rapida, che non sarebbero state altrimenti possibili con i tempi abituali della decisione consensuale.

## Anni 1980 e successivi
Nel 1981, alcune centinaia di attivisti della Clamshell tentarono di bloccare la consegna nel sito del primo involucro di contenimento del reattore, ma la polizia riuscì a tenere le strade libere. Quella fu l'ultima azione nel New England da parte della Clamshell, che si sciolse poco tempo dopo.
Negli anni ottanta numerose azioni di disobbedienza civile furono organizzate da attivisti della Clamshell presenti nel New Hampshire, oltreché vari sit-in presso l'ufficio del governatore. Nel sito di Seabrook, si verificarono diverse migliaia di arresti. Il 4 giugno 1989, giorno della Strage di Piazza Tiananmen, furono arrestati più di 1 000 attivisti che avevano scavalcato le recinzioni che delimitavano il sito. Alcuni falegnami avevano costruito delle scale a cerniera che permettevano agli attivisti di superare il recinto senza doverlo tagliare e che servivano anche a tenere i rinforzi intrappolati all'interno della recinzione, impedendo di uscirne fuori e di attaccare i manifestanti.
Il governatore Hugh J. Gallen aveva firmato una legislazione che proibiva di ribaltare i costi dei lavori di costruzione in corso (CWIP) nelle bollette dei consumatori, mentre l'incidente di Three Mile Island aveva aumentato il livello di consapevolezza nell'opinione pubblica e aggiunto la necessità e i costi di un piano di evacuazione, prima della messa in servizio. Alla fine, entrò in servizio soltanto uno dei due reattori previsti, mentre la Public Service Company of New Hampshire (l'odierna Eversource Energy), che all'epoca era l'utility proprietaria dell'impianto di Seabrook, dovette dichiarare fallimento a causa degli extracosti del progetto.